# کدو قلیانی
کَدو قَلیانی (نام علمی: Lagenaria siceraria) نام یک گونه از تیره کدوئیان است.
کدو قلیانی، گونه‌ای از کدوئیان است که دارای پوست زرد و میان بر کم ضخیم می‌باشد و کمتر به مصرف تغذیه می‌رسد. این گیاه دارای یک سر کاملاً بزرگ و یک سر کوچک و کمری باریک است. وجه تسمیهٔ این کدو به دلیل شکل آن است. در قدیم سر آن را سوراخ و بجای ته قلیان از آن استفاده می‌کردند و نیز به عنوان ظرفی جهت نگهداری حبوبات و چیزهای دیگر از آن در آشپزخانه استفاده می‌شده‌است.